# Eurytos (Philosoph)
Eurytos (altgriechisch Εὔρυτος) war ein antiker griechischer Philosoph (Pythagoreer). Er lebte in der zweiten Hälfte des 5. Jahrhunderts und im frühen 4. Jahrhundert v. Chr.

## Leben
Über die Herkunft des Eurytos machen die Quellen unterschiedliche Angaben; einer Überlieferung zufolge stammte er aus Kroton (heute Crotone), nach einer anderen aus Metapont, nach einer dritten aus Tarent. Der Philosoph Aristoxenos, der Schüler des Eurytos persönlich kannte, bezeichnet ihn als Tarentiner. Daher wird er mitunter „Eurytos von Tarent“ genannt. Jedenfalls war seine Heimat eine der griechischen Städte in Unteritalien, die traditionell Zentren des Pythagoreer (Anhänger der Lehre des Pythagoras) waren.
Er war ein Schüler des Philolaos und Lehrer des Echekrates und des Xenophilos von der Chalkidike. Möglicherweise gehörte auch Archytas von Tarent zu seinen Schülern. Aus diesen Beziehungen zu anderen Philosophen lässt sich seine ungefähre Lebenszeit erschließen; er wurde um die Mitte des 5. Jahrhunderts oder etwas später geboren und war zu Beginn des 4. Jahrhunderts noch am Leben. Die von Iamblichos überlieferte Behauptung, er sei ein Schüler des Pythagoras gewesen (was voraussetzt, dass er schon im 6. Jahrhundert gelebt hätte), trifft sicher nicht zu. Möglicherweise wahr ist hingegen die von Diogenes Laertios mitgeteilte Nachricht, dass er mit Platon auf einer von dessen Italienreisen zusammentraf. In diesem Fall ist er nicht vor 389 gestorben.

## Lehre
Da keine authentischen Werke des Eurytos erhalten sind, ist seine Lehre weitgehend unbekannt. Nur wenige Angaben bei späteren Autoren (vor allem Aristoteles und Theophrast, der sich auf eine Äußerung des Archytas beruft) gewähren Einblick in eine anscheinend charakteristische Einzelheit. Demnach war Eurytos der Überzeugung, jeder Art von Lebewesen sei von Natur aus eine bestimmte Zahl zugeordnet. Diese Zahl entsprach der Anzahl der Steinchen (psḗphoi, „Rechensteine“), mit denen Eurytos die Gestalt des betreffenden Lebewesens nachbildete. Dabei handelte es sich um eine Weiterentwicklung des pythagoreischen Gedankens, geometrischen Figuren wie Dreieck und Quadrat bestimmte Zahlen zuzuordnen. Die Einzelheiten des Konzepts sind unklar.

## Rezeption
Aristoteles verwarf die Überlegungen des Eurytos. Theophrast lobte sein Vorgehen als konsequent; dieses Lob wurde früher von manchen Forschern als Ironie gedeutet, war aber nach der heute vorherrschenden Auffassung ernst gemeint.
In der Zeit des Hellenismus entstand eine Literatur von pseudepigraphen Briefen und Traktaten, die Themen aus der pythagoreischen Lehre und Lebenspraxis behandelten. Die anonymen Autoren schrieben ihre Werke zum Teil bekannten Pythagoreern der entfernten Vergangenheit zu; die Namen der angeblichen Autoren sollten den literarischen Fiktionen Beachtung verschaffen. Zu dieser Literatur gehörte eine vielleicht im 3. Jahrhundert v. Chr. verfasste Schrift „Über das Schicksal“, die unter dem Namen eines „Eurysos“ verbreitet wurde, womit offenbar Eurytos gemeint war; es dürfte sich um einen Schreibfehler handeln. Von der in dorischem Dialekt abgefassten Abhandlung ist ein Zitat bei Johannes Stobaios erhalten geblieben. Ein anderes Zitat, das Clemens von Alexandria überliefert und „Eurysos“ zuschreibt, enthält eine Formulierung, die in anderem Zusammenhang bei Pseudo-Ekphantos auftaucht, der vermutlich das Werk „Über das Schicksal“ benutzte.